# Rajky
Rajky (v anglickém originále Birds of Paradise) je dokumentární seriál televize BBC ze série Svět přírody vyprávěný Davidem Attenboroughem z roku 2010. Zobrazuje život rajek na Nové Guineji. Seriál sleduje život těchto ptáků, jejich souboje, hledání potravy atd. V Česku je seriál vysílán na Viasat Nature.